# Gamonal
Gamonal – wieś w Hiszpanii, we wspólnocie autonomicznej Kastylia-La Mancha, w prowincji Toledo, w gminie Talavera de la Reina.
W 2015 wieś zamieszkiwało 967 mieszkańców. Na terytorium Gamonal znajduje się osiedle przemysłowe Torrehierro, jedno z najważniejszych w prowincji.

## Pochodzenie i historia
Początki miasta sięgają XIV wieku. Pierwsi osadnicy Gamonal byli pokornymi ludźmi, którzy zajmowali się rolnictwem i hodowlą. Pierwsza osada nazywała się La Zarzuela, która znajdowała się obok źródła strumienia Zarzueleja lub nazywana przez miejscowych, Zarzoleja. To miejsce znane jest dziś jako La Encarnación.
Gamonal przez kilka stuleci była niezależną gminą, aż do lat sześćdziesiątych XX wieku, kiedy to została zintegrowana z Talavera de la Reina.

## Pochodzenie nazwy wsi, Gamonal
Nazwa pochodzi od gamon, rośliny z rodziny liliowatych, która jest na jej ziemiach. Gamonal, etymologicznie oznacza miejsce zapełnione gamonami. 

## Zabytki
- Gotycko-renesansowy kościół parafialny Matki Bożej Oczyszczającej,
- Pralnie z Las Pilas,
- Las Cruces (krzyże), które oznaczają wejście do miasta,
- Skała La Cruz del Niño,
- Pozostałości małej romańskiej pustelni, znanej jako La Encarnación.

## Gospodarka
Większość aktywnej populacji pracuje w Talavera de la Reina. Sektory gospodarcze, które zajmują najwięcej pracy, to budownictwo, w przypadku mężczyzn oraz sektor tekstylny u kobiet.
Sektor rolno-hodowlany nie jest bardzo ważny. Rolnictwo jest praktycznie konsumpcją własną, z małymi sadami, a jego inwentarz składa się zasadniczo z owiec, z trzech lub czterech tysięcy.

## Infrastruktura i komunikacja
Gamonal znajduje się obok dwóch ważnych kanałów komunikacyjnych:
- Autostrada Extremadura lub E-90, która przebiega około 2 km na południe od miasta,
- Autostrada N-502, która łączy Ávilę z Kordobą, pół kilometra na wschód od miasta.

## Ciekawostki
- Gamonal przechodzi przez Cañada Real Leonesa Oriental[2],
- Rodzina Kelly, która utworzyła grupę muzyczną The Kelly Family, mieszkała przez kilka lat w tym mieście, w którym urodziło się nawet kilku jego członków. W Gamonal byli znani jako Los Americanos,
- Wysoki odsetek mieszkańców sąsiednich miast Alberche del Caudillo i Talavera la Nueva, to mieszkańcy Gamonal,
- Niektóre sceny z filmu hiszpańskiego, Przystanek na drodze z 1941, w którym wystąpiła Lola Flores, zostały nakręcone na kilku ulicach i w rejonach Gamonal. Sąsiedztwo Toledillo i Las Cruces pojawiają się w pierwszych minutach tego filmu.